# Amblyseiulella prunii
Amblyseiulella prunii är en spindeldjursart som först beskrevs av Liang och Ke 1982.  Amblyseiulella prunii ingår i släktet Amblyseiulella och familjen Phytoseiidae. Inga underarter finns listade i Catalogue of Life.